# Hachiko (película de 2023)
Hachiko (en chino simplificado, 忠犬八公; pinyin, zhōng quǎn bā gōng; titulada en español como Hachiko 2: Siempre a tu lado
 y también como Hachiko: Una historia verdadera) es una película china dirigida por Xu Ang y producida por Yeh Jufeng, protagonizada por Feng Xiaogang, Joan Chen, Bai Jugang y Eponine Huang. Es un remake de la película japonesa de 1987 Hachikō Monogatari y se estrenó en China el 31 de marzo de 2023.

## Trama
La historia tiene lugar en Chongqing y cuenta la historia de un perro pastor chino que es adoptado a una edad temprana por el profesor Chen Jingxiu (Feng Xiaogang). Pese a la oposición inicial de su esposa, Li Jiazhen (Joan Chen), tras la insistencia del profesor Chen, Batong finalmente se convierte en un miembro de la familia. Más tarde, Batong insiste en acompañar al profesor Chen y esperarlo en la puerta de la estación del teleférico del rio Yangtsé que él usa para ir y volver del trabajo. También es testigo del matrimonio de la hija de Chen, Xiaozhou (Eponine Huang) y de cómo el hijo de Chen, Xinqiao (Bai Jugang), se va a trabajar a Beijing. Un día, el profesor Chen fallece repentinamente debido a una enfermedad y su familia también experimenta cambios como una reubicación, sin embargo Batong todavía insiste en esperar en la entrada de la estación durante diez años con la esperanza de volver a ver al profesor Chen.

## Reparto
- Feng Xiaogang como Chen Jingxiu, un profesor asociado de Geología en una universidad de Chongqing.
- Joan Chen como Li Jiazhen, esposa de Chen Jingxiu.
- Bai Jugang como Chen Xinqiao, el hijo de Chen Jingxiu dedicado a la programación.
- Eponine Huang como Chen Xiaozhou, hija de Chen Jingxiu.
- Yang Bo como Ming, novio y más tarde esposo de Chen Xiaozhou.
- Qian Bo, Señor Ma, dueño de una tienda de comestibles a la entrada de la estación del teleférico.
- Xue Xuchun como Xiao Li, porteador de Chongqing.

## Producción
El rodaje comenzó en marzo de 2021 y su estreno estaba originalmente previsto para el 31 de diciembre de ese año.
El director Xu Ang dijo que, debido a que el guionista de la película, Hansi Zhang, es de Chongqing y después de una investigación de campo, sintió que dicho lugar era muy adecuado para ser el escenario de la historia así como el lugar de filmación.

Feng Xiaogang dijo que la primera razón por la que aceptó participar en la película fue porque ama a los perros y porque ha adoptado perros callejeros. También dijo que el foco de la película son los perros y que "las personas sirven como papel de apoyo para los perros". Para dar un mejor efecto, Feng llegó temprano con el equipo de filmación para cultivar sus relaciones con los perros actores de la película.

## Estreno
En China obtuvo ingresos de 61,24 millones de renminbis en los primeros tres días de la semana y una recaudación final de 286 millones de renminbis.